# Can Vedell
Can Vedell de vegades escrit, perpetuant un error secular, Can Badell és una masia a Bigues (poble del Vallès). És a l'esquerra del Tenes, a certa distància d'aquest riu, i a la dreta del torrent de Can Vedell. Situada a llevant del Rieral de Bigues, és al nord-est de Ca l'Arcís i del Pavelló Esportiu Municipal, i davant, al nord, del CEIP El Turó, en el costat septentrional del carrer denominat Camí de Can Vedell. En el costat de ponent de la masia hi ha un Parc Municipal. La masia està catalogada com a Element d'interès municipal per l'ajuntament de Bigues i Riells. Està, igualment, inclosa en el «Catàleg de masies i cases rurals» de Bigues i Riells.